# ديميتار ديميتروف (لاعب كرة قدم بلغاري)
ديميتار ديميتروف (بالبلغارية: Димитър Димитров)‏ (10 نوفمبر 1989 في بلغاريا - ) هو لاعب كرة قدم بلغاري في مركز الدفاع. لعب مع سبارتاك بلوفديف وليفسكي صوفيا وFC Slivnishki Geroy (Slivnitsa) ‏.

## وصلات خارجية
- ديميتار ديميتروف (لاعب كرة قدم بلغاري) على موقع قاعدة بيانات كرة القدم.إي يو (الإنجليزية)